# Efim Resser
Efim Resser (* 27. Februar 1952 in der ehemaligen Sowjetunion) ist ein ehemaliger Basketballschiedsrichter. Der in Berlin wohnhafte zweifache Familienvater arbeitet als Versicherungsvertreter und war zunächst von 1972 an Schiedsrichter in seinem Heimatland und von 1992 an für den Deutschen Basketball Bund (DBB). Seit 1985 leitete Resser Spiele auf internationaler Ebene, unter anderem bei Olympia 1992 in Barcelona.
Nach eigenen Angaben wurde der 1,79 m große Resser eher zufällig Schiedsrichter. Als 17-jähriger Spieler wurde er von seinem Trainer als Schiedsrichter bestimmt, als bei einem Spiel Unparteiische fehlten. Er fand Gefallen an dieser Tätigkeit, zumal seine Aussichten als Spieler Karriere zu machen eher bescheiden waren. Ab 1985 pfiff er mit FIBA-Lizenz auf internationaler Ebene, unter anderem bei
drei Basketball-Weltmeisterschaften und fünf Basketball-Europameisterschaften. Ein Höhepunkt war die Teilnahme als Schiedsrichter bei den Olympischen Spielen 1992, wo er ein Spiel des sogenannten originalen Dream Teams leiten durfte. Resser hat mehr als 500 internationale Spiele geleitet.
Nach Überschreiten der Altersgrenze arbeitet Resser als Technischer Kommissar bei Basketballspielen auf nationaler und internationaler Ebene.